# Sacoșu Turcesc, Timiș

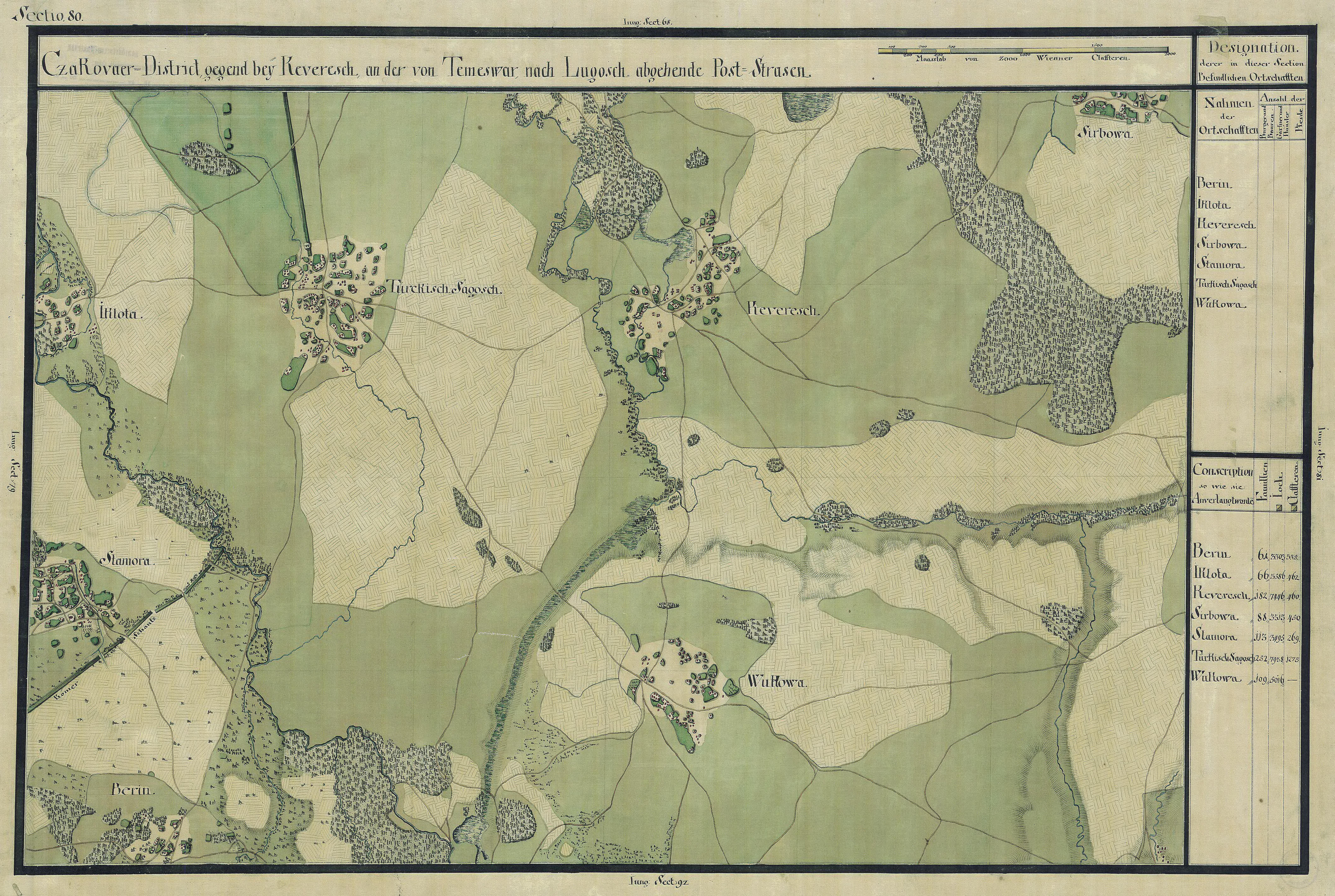
Sacoșu Turcesc în Harta Iosefină a Banatului, 1769-72

Sacoșu Turcesc este satul de reședință al comunei cu același nume din județul Timiș, Banat, România.

## Localizare
Se situează la 22 km est-sud-est de municipiul Timișoara, pe drumul județean DJ592A. Are stație proprie la calea ferată Timișoara - Buziaș. Se învecinează cu Dragșina la nord, Chevereșu Mare la est, Otvești la sud și Icloda la vest.

## Administrație
Comuna Sacoșu Turcesc are în componență șapte sate: Sacoșu Turcesc, satul care este și reședința comunei, Berini, Icloda, Otvești, Stamora Română, Uliuc și Unip.

## Istoric
Prima atestare documentară a satului Sacoșu Turcesc datează din 1421, când, într-o diplomă nobiliară maghiară, se vorbește despre satul Zekes, aparținător județului Severin. Tot aici este atestat din anul 1440 un castel, care aparținea familiei nobiliare maghiare Kórógy. În anul 1459 castelul trece în stăpânirea regelui maghiar Matei Corvin, pentru ca apoi acesta să îl cedeze familiei nobiliare maghiare Kanisza. În anul 1473 castelul e stăpânit de Ioan Ungur de Nădăștia și de familia Szobi. Din anul 1507, stăpânirea castelului este preluată de către Ștefan Werbőczy.